# Private Zimmervermietung
Als Private Zimmervermietung, kurz Privatzimmer oder Privatquartier, bezeichnet man die Vermietung von Fremdenzimmern im Privathaushalt. Bei einer privaten Zimmervermietung werden Zimmer aus privaten Haushalten kurzzeitig für Gäste bereitgestellt. Dabei übernehmen Privatpersonen die Funktion eines Vermieters.

## Grundlagen
Die private Zimmervermietung ist der Teil des Tourismus (Fremdenverkehrs), der nicht durch gewerbliche Beherbergungsbetriebe, sondern Privatpersonen abgewickelt wird. Damit unterscheidet sich die Privatzimmervermietung auch von den Pensionen, in denen zwar ebenfalls Haushalt und Beherbergunginfrastruktur nicht immer getrennt sind, die aber Betriebsstätten darstellen können – die rechtlichen Grenzen liegen in Österreich bei zehn Betten.
Zum anderen unterscheidet sich diese Art der Zimmervermietung von der eher langfristigen Untervermietung oder Wohngemeinschaft. Sie gehört zur Branche der Beherbergung.
Außerdem unterscheidet man bei der Privatvermietung die Privatzimmer von der privaten Ferienwohnung. Die Unterbringung findet innerhalb der häuslichen Wohnung statt. Das unterscheidet die Privatquartiere auch von anderen privaten Angeboten (Campingplätze, private Berg- und Almhütten, u. ä.).
Privatzimmer sind einzelne Räume des Hauses, die temporär als Fremdenzimmer zur Verfügung gestellt werden (etwa nur in der Sommer- oder Wintersaison), sonst aber wie jedes andere Zimmer genutzt sind, oder die extra für die Vermietung ausgebaut sind (Privatzimmer höherer Kategorien, etwa mit eigenem Bad).
Die anfallenden Dienstleistungen, sowohl was die Beherbergung wie die Verpflegung betrifft, dürfen schon rechtlich im Allgemeinen nur Mitglieder des Hausstands erbringen. Diese enge Anbindung an das Familienleben macht das Privatzimmer aber auch für den Gast zu einer reizvollen Alternative zum Beherbergungsbetrieb.
Für den Haushalt ist die Beherbergung ein Nebenerwerb, der sich in der aufkommenden Entwicklung des Tourismus im späten 19. Jahrhundert entwickelt hat, aber bis heute ungebrochen von enormer wirtschaftlicher Bedeutung im strukturschwachen ländlichen Raum ist – so bildet er sowohl ein wichtiges Standbein des Saisontourismus (Wintersportgebiete ebenso wie Baderegionen), aber auch des Agrotourismus (Urlaub am Bauernhof) – mit enger Anbindung an die bäuerliche Wirtschaft, und ist in dieser Form heute weltweit in Fremdenverkehrsregionen verbreitet. In den noch nicht entwickelten Tourismusregionen der dritten Welt ist die Privatvermietung heute die weitaus vorherrschende Wirtschaftsform, während in Europa, wo noch in den 1970ern das „Zimmer frei“ regional häufig war, diese Sparte heute rückläufig ist und von der Privatvermietung eigener Wohnungen (Apartments, Ferienhäuser) abgelöst wird (zum einen wegen des gestiegenen Lebensstandards der Haushalte, zum anderen auch der gestiegenen Ansprüche der Fremdenverkehrsgäste).
Ein jüngerer Zweig der Privatquartiere ist das Messezimmer als Teil des städtischen Messetourismus, bei dem die Ausbuchungsspitzen bei Großmessen durch Private abgefangen werden können.
Die private Zimmervermietung gilt inzwischen sowohl bei Berufsreisenden als auch bei Touristen als eine wichtige Form der Beherbergung. Selbst in Ballungsräumen, in denen die Unterkunftspreise in der Regel besonders hoch sind, können Zimmersuchende im Rahmen eines kleinen Budgets dadurch noch eine Unterkunft finden.

## Vorteile einer privaten Zimmervermietung
| • Private Vermieter können unbewohnte Privaträume kostenbringend nutzen.                                                  |
| • Vermieter können Unterkünfte saisonunabhängig vermieten und sind dadurch nicht nur auf die Touristenbranche angewiesen. |
| • Mieter können auch mit kleinem Budget ein Zimmer beziehen.                                                              |
| • Mieter finden in allen Regionen Deutschlands viele Angebote und können je nach ihren Kriterien die besten aussuchen.    |
| • Auch in Ballungsräumen lassen sich Zimmer für kleines Geld finden.                                                      |
| • Zwischen Mieter und Vermieter entsteht (anders als in anonymen Hotels) ein persönlicher Kontakt.                        |

## Nachteile einer privaten Zimmervermietung
Zum Teil ist die private Zimmervermietung gegenüber der gewerblichen Vermietung nicht klar abgegrenzt, so dass es vor allem Kritik aus rechtlicher Sicht gibt. Zusätzliche Serviceleistungen, wie zum Beispiel Verpflegungs- und Reinigungsleistungen sowie Servicepersonal, dürfen in der Regel bei einer privaten Zimmervermietung den Mietern nicht angeboten werden.

## Ausstattung eines privaten Zimmers
Ein privates Zimmer, das zur Vermietung angeboten wird, sollte bestimmte Standard-Eigenschaften, die für Mieter wichtig sind – egal ob es sich dabei um einen Touristen handelt, einen Studenten, einen Messebesucher, einen Handwerker, einen Vertreter oder einen Monteur. Die Grundausstattung des Zimmers ist meist einfach, aber ausreichend. Da es nur um einen kurzzeitigen Aufenthalt in dem Zimmer geht, haben die Mieter meist keine allzu großen Anforderungen und Erwartungen.

### Grundausstattung eines Privatzimmers
| • Einzelbett/en  |
| • Nachttisch     |
| • Tisch          |
| • Stühle         |
| • Kleiderschrank |

Auch wenn private Zimmer günstig angeboten werden, ist eine gute Hygiene genau wie bei herkömmlichen Zimmervermietungen unerlässlich. Jedoch muss beachtet werden, dass die Hygiene-Standards nicht immer ganz so hoch angesiedelt sind wie in der gewerblichen Vermietung. Für die Reinigung der Handtücher und Bettwäsche ist jeder Mieter meist selbst zuständig, und die Reinigung des Zimmers fällt während des Aufenthaltes auch in den eigenen Verantwortungsbereich.

### Weitere Angebote
Selbstverständlich benötigen die Gäste eines privaten Zimmers auch eine Bade- und Waschmöglichkeit. Dafür steht ihnen manchmal ein Waschbecken zur Verfügung. Das Badezimmer bzw. WC wird meist mit anderen Personen geteilt.
Einige private Zimmer haben einen freien Zugang zu einer Gemeinschafts-Küche im Haus bzw. in der Wohnung. Diese muss nicht groß sein, sollte aber neben einer Sitzgelegenheit (Tisch und Stuhl) über eine Grundausstattung verfügen:
| • Spülbecken                           |
| • Herd oder Kochplatte/n               |
| • Backofen und/oder Mikrowelle         |
| • Kühlschrank mit Gefrierfach          |
| • Kaffeemaschine                       |
| • Wasserkocher                         |
| • Toaster                              |
| • Geschirr, Töpfe, Pfannen und Besteck |
| • Abfalleimer                          |
| • Evtl. Spülmaschine                   |

## Nutzung von privaten Zimmern
Die Vermietung von Privatzimmern erfolgt meist an Touristen oder bestimmte Berufsreisende, die nur ein kleines Budget zur Verfügung haben. Der Deutsche Tourismusverband (DTV) bietet eine Klassifizierung in fünf Kategorien an.
Ein weiterer Aspekt ergibt sich für Raucher. In der Regel darf in privaten Zimmern nicht geraucht werden. Daher ist es wichtig vorab herauszufinden, welche Rauchmöglichkeiten es außerhalb des Zimmers gibt, zum Beispiel ein Balkon, eine Terrasse, ein Hof, ein gemeinschaftliches Raucherzimmer oder einfach ein überdachter Bereich vor dem Haus. Auch Besitzer von Haustieren müssen vor Mietbeginn mit dem Vermieter abklären, ob sie ein Haustier in der jeweiligen Unterkunft erlaubt ist und mitgebracht werden darf.
Ein wesentlicher Punkt, der vor der endgültigen Buchung vom Mieter abgeklärt werden sollte, ist die mögliche Dauer des Aufenthaltes. Meist werden private Zimmer nur tageweise vermietet. Doch einige Touristen möchten ihren Aufenthalt vielleicht gerne noch verlängern, weil ihnen die Gegend so gut gefällt, oder Berufsreisende haben in der ursprünglich geplanten Zeit noch nicht ihren Auftrag zu Ende durchführen können.

## Steuerliche Problematik
Im Allgemeinen ist die Vermietung von unbeweglichem Vermögen in Deutschland keine gewerbliche Tätigkeit (Einkünfte aus Gewerbebetrieb), sondern private Vermögensverwaltung (Einkünfte aus Vermietung und Verpachtung). Eine Zimmervermietung ist dann ein Gewerbe, wenn besondere Umstände vorliegen, welche der Vermietung als Ganzes gesehen das Gepräge einer selbständigen, nachhaltigen, von Gewinnstreben getragenen Beteiligung am allgemeinen wirtschaftlichen Verkehr verleihen. Das ist der Fall, wenn den Mietern neben der Gebrauchsüberlassung der Räumlichkeiten, wesentliche Nebenleistungen zur Verfügung gestellt werden, wie etwa die Reinigung der Räume einschließlich der Sanitär-Räume, Bettwäsche sowie die Nutzung von Küche und sanitären Räumlichkeiten. Diese Nebenleistungen sowie der Umstand, dass die Räumlichkeiten typischerweise von auch häufig wechselnden Personen benutzt wurden, gibt der Tätigkeit den Charakter eines Beherbergungsbetriebes, der deutlich über die übliche Vermögensverwaltung hinausgeht.

## Bedeutung der Privatvermietung

### Österreich

#### Rechtslage
Das Privatzimmerwesen in Österreich durch das Landesrecht geregelt, eigene Gesetze dazu gibt es in:
- Niederösterreich: NÖ Privatzimmervermietungsgesetz 1974[4]
- Oberösterreich: Tourismusgesetz 1990[5]
- Tirol: Privatzimmervermietungsgesetz 1959[6]

Diese Gesetze regeln die Anforderungen an den Privatzimmervermietung und schreiben im Allgemeinen eine Anzeigepflicht bei den Gemeinden vor und setzten die Tourismusabgaben (Orts- und Kurtaxe) fest. Andere Bundesländer haben keine gesetzlichen Regelungen dieses Rechtsbereiches, Salzburg hatte bis 2003 das Salzburger Privatzimmervermietungsgesetz 1966, das aber im Sinne einer Deregulierung ersatzlos entfallen ist – die Taxen sind in der Landesabgabenordnung geregelt (§ 93 LAO).
Die Privatvermietung gehört in Österreich zur häuslichen Nebenbeschäftigung bzw. zum Nebengewerbe der Land- und Forstwirtschaft.

#### Wirtschaftliche Bedeutung
Die Privatvermietung hat, trotz seit den 1990ern rückläufigen Zahlen, innerhalb des Tourismus in Österreich einen hohen Stellenwert. Von den insgesamt 67.200 Beherbergungsbetrieben (2008/2009) waren 29.300 von der Unterkunftsart Private Ferienhäuser/-wohnungen, 18.000 Privatquartiere, und nur 17.200 Hotels und ähnliche Betriebe und gewerbliche Ferienhäuser/-wohnungen, die Privatzimmervermieter also über ein Viertel, die Privatvermieter insgesamt drei Viertel. Selbst von den Gästebetten (insg. knapp über 1 Mio.) waren 124.000 (etwa ein Achtel) Privatzimmer.
Der Schwund gegenüber den gewerblichen Beherbergern und den Appartementvermietern betrug aber 2008/2009 3,5 %, im Vergleich zu 1985 fand ein Rückgang der Privatvermietung insgesamt auf weit unter der Hälfte statt. Diese Entwicklung verläuft ganz parallel zu der der gewerblichen 1- und 2-Stern-Quartiere, während die 3-Stern-Kategorie auf 125 %, und die 4- und 5-Stern-Kategorie im selben Zeitraum auf das Doppelte gestiegen ist.  Das verdeutlicht die gestiegene Ansprüche der Fremdengäste, aber auch den Trend der erfolgreichen Privatvermieter zu Expansion, womit sie aus der Bettenanzahl-beschränkten reinen Privatvermietung herausfallen, und eine Professionalisierung des Beherbergungsmarktes in Österreich. Der in den letzten Jahren geförderte sanfte Tourismus wie auch Urlaub am Bauernhof (das einen Gutteil der Privatquartiere Österreichs vertritt), und andere Nachhaltigkeitskonzepte, haben dahingehend noch keine Wirkung gezeigt.
Diese Entwicklung betrifft Winter- wie Sommersaison gleichermaßen. Dabei betrug die Bettensumme der Wintersaison 2008/09 108.800, die der Sommersaison 2009 121.300, was das zunehmende Angebot in der Sommersparte zeigt: Der Schwund der Winterbetten im Privatzimmersektor betrug das Doppelte (3,9 %) dessen der Sommerbetten (1,9 %), auch dieser Trend hält seit den 1980ern an.